# Onthophagus rugulosus
Onthophagus rugulosus là một loài bọ cánh cứng trong họ Bọ hung (Scarabaeidae).